# Rogoźnik
Rogoźnik [rɔˈɡɔʑɲik] é uma aldeia localizada na região administrativa da comuna de Bobrowniki, no condado de Będzin, voivodia de Silésia, no sul da Polônia. A aldeia tem uma população de 2 753 habitantes.